# Stara zaveza
Stara zaveza pomeni zavezo, ki jo je Bog sklenil z Judi. Poleg tega izraz Stara zaveza pomeni tudi tisti del Svetega pisma, ki opisuje dogodke, povezane s to zavezo. Stara zaveza (ali starozavezni čas) pomeni tudi zgodovinsko obdobje, ki je povezano s to zavezo. Stari zavezi je sledila Nova zaveza, ki je povezana z delovanjem Jezusa Kristusa, zato starozavezni čas pomeni preprosto čas pred Kristusom.

## Zaveza med Bogom in Judi
Sveto pismo na več mestih poroča o tem, kako je Bog dal pobudo za ustanovitev in potrditev zaveze z ljudmi:
- Po vesoljnem potopu je Bog sklenil zavezo z Noetom in z njegovo družino. Bog je obljubil, da nikoli več ne bo uničil sveta s potopom, kot vidno  znamenje zaveze pa je postavil mavrico (glej 1 Mz 9,8-17). Zaveza se nanaša na vse ljudi in tudi druga živa bitja.
- Zaveza z Abrahamom je bila omejena na ožji krog ljudi: Bog je sklenil zavezo z Abrahamom in njegovimi potomci in jim obljubil, da bo posebej skrbel za njih in jih imel za svoje izbrano ljudstvo. Moški pripadniki izbranega ljudstva morajo zavezo potrditi s svoje strani z obrezovanjem (glej 1 Mz 17).
- Nosilec tretje zaveze je Mojzes. Bog je rešil izraelsko ljudstvo iz egiptovske sužnosti, Izraelci pa se morajo v zameno zavezati, da bodo uravnali svoje življenje po Božjih zapovedih in Postavi, ki jo je Bog razodel po Mojzesu (glej 2 Mz 19-24).

## Starozavezne knjige
Z izrazom Stara zaveza (z veliko začetnico — kot naslov) označujemo tisti del Svetega pisma, ki govori o Judovski zgodovini pred nastopom Jezusa Kristusa. Staro zavezo sestavljajo naslednje knjige:

### Protokanonične knjige
- Postava (Tora, Pentatevh - Peteroknjižje)
  - 1. Mojzesova knjiga (Geneza)
  - 2. Mojzesova knjiga (Eksodus)
  - 3. Mojzesova knjiga (Levitik)
  - 4. Mojzesova knjiga (Numeri)
  - 5. Mojzesova knjiga (Devteronomij)
- Preroki
  - Zgodnji preroki
    - Jozue
    - Sodniki
    - 1. Samuelova knjiga
    - 2. Samuelova knjiga
    - 1. knjiga kraljev
    - 2. knjiga kraljev

  - Poznejši preroki
    - Veliki
      - Izaija
      - Jeremija
      - Ezekiel

    - Mali
      - Ozej
      - Joel
      - Amos
      - Abdija
      - Jona
      - Mihej
      - Nahum
      - Habakuk
      - Sofonija
      - Agej
      - Zaharija
      - Malahija
- Spisi (Hagiografi - sveti pisatelji)
  - Veliki
    - Psalmi
    - Job
    - Pregovori

  - Mali
    - Ruta
    - Visoka pesem
    - Pridigar (Kohelet)
    - Žalostinke
    - Estera
    - Daniel
    - Ezra
    - Nehemija
    - 1. kroniška knjiga
    - 2. kroniška knjiga

### Devterokanonične knjige
- Zgodovinske
  - Judita
  - Tobit (ponekod Tobija)
  - 1. knjiga Makabejcev
  - 2. knjiga Makabejcev
- Modrostne
  - Knjiga modrosti
  - Sirah
- Preroške
  - Baruh
    - Jeremijevo pismo (6. poglavje Baruhove knjige)
- Dodatka protokanoničnima knjigama
  - Estera (grška)
  - Dodatki (grški) k Danielu

Nekatere protestantske krščanske skupnosti devterokanoničnih knjig ne štejejo za sestavni del Svetega pisma — imenujejo jih tudi apokrifne knjige ali apokrifi. Tudi sodobna Judovska Biblija vsebuje samo protokanonične knjige.

## Jezik Stare zaveze
Izvirne knjige Stare zaveze so bile zapisane v hebrejščini. Med Judi v diaspori se je že zgodaj uveljavil grški jezik, zato so Staro zavezo kmalu prevedli v grščino. Najbolj znan grški prevod Stare zaveze se imenuje Septuaginta (oznaka LXX) in je nastal ob prehodu iz 3. v 2. stoletje pr. n. št. Septuaginto so pozneje uporabljali kristjani kot osnovo za krščansko Sveto pismo.
Eden od najbolj znanih prevodov Svetega pisma v latinščino se imenuje Vulgata in je nastal v začetku 5. stoletja n. št. Prevod je delo svetega Hieronima in vsebuje protokanonične, devterokanonične knjige in Novo zavezo.

## Biblija in njeno okolje
- Svetopisemske dežele
- Podoba sveta
- Rastline
- Koledar
- Denar
  - 1 šekel (srebrn kovanec iz ≈11,5 gramov srebra)
  - 1 mina (srebrna) = 50 šeklov (571 g srebra)
  - 1 talent (zlat) = 60 min ali ≈ 34 kg zlata
- Uteži
  - 1 gera ≈ 0,6 gramov
  - 1 beka = 10 ger ≈ 6 g
  - 2 beki = 1 šekel ≈ 11,5 g
  - 1 mina = 50 šeklov = 571 g
  - 1 talent = 60 min ali ≈ 34 kg
- Dolžinske mere
  - 1 palec ≈ 1,9 cm (širina palca)
  - 1 dlan ≈ 7,5 cm (širina dlani ob začetku prstov)
  - 1 ped ≈ 22,5 cm (širina roke z razkrečenimi prsti od palca do mezinca)
  - 1 komolec ≈ 45 cm (dolžina od komolca do konca sredinca)
  - 1 palica = 6 komolcev = 12 pedi = 36 dlani = 144 palcev = 270 cm
- Votle mere

V času stare zaveze so bile votle mere za tekočine (olje, vino) in suhe snovi (pšenica, ječmen) različne. Imenovale so se po posodah, ki so držale določeno količino.
- Mere za tekočine
  - 1 hin = 1/6 bata ≈ 6,5 litrov
  - 1 bat ≈ 40 l
  - 1 kor = 10 batov ≈ 400
- Mere za suhe snovi
  - 1 sea (mernik) = 1/3 efe ≈ 13,3 litra
  - 1 efa ≈ 40 l
  - 5 ef = 1 letek ≈ 200 l
  - 10 ef = 1 homer ≈ 400 l (tudi 1 oslovski tovor)

Vsi navedeni podatki v razdelku Biblija in njeno okolje so povzeti po 